# NGC 2255
NGC 2255 este o galaxie spirală situată în constelația Porumbelul. A fost descoperită în 2 februarie 1835 de către John Herschel. Se află la o distanță de 86,3 de megaparseci de Pământ.